# Sky Atlantic
Sky Atlantic é um canal de televisão britânico de propriedade da Sky Group lançado em 11 de fevereiro de 2011. Transmite sua programação em todo o Reino Unido e na República da Irlanda. Canais separados com o mesmo nome também operam na Alemanha, Itália e Áustria. A Sky Atlantic está disponível tanto em definição padrão e como em alta definição, este último sobre Sky Atlantic HD.